# 277
277是276與278之間的自然數。

## 在數學中
- 第59個質數。前一個為271、下一個為281。
  - 畢達哥拉斯質數
  - 此數字雖然是自然質數，但不是高斯質數。前一個有此性質的自然質數是269、下一個是281。（OEIS數列A002313）

其第一象限之高斯質數的整数分解為{\displaystyle \left(14+9i\right)\times \left(14-9i\right)}。
- 第31個十进制的自我數。前一個為266、下一個為288。
- 十进制的等數位數。
- 佩蘭數列中的第20項
- {\displaystyle 76729=277^{2}}，是最小的5位數平方數可分成3個質數（7、67、29）
- {\displaystyle {\frac {1}{2}}+{\frac {1}{3}}+{\frac {1}{5}}+{\frac {1}{7}}+{\frac {1}{11}}+\ldots +{\frac {1}{271}}+{\frac {1}{277}}}恰好大於第一個質數。
- 第一個3位質數，各位數字合為4次方數（{\displaystyle 2+7+7=16=2^{4}}）
- 第 50 個 質數 + 50 = 277

## 在人類文化中
- 諾蘭·萊恩是美國職棒大聯盟的紀錄裡生涯累計投出最多次暴投的投手，共計277次
- 同溫層酒店的遊樂設施The High Roller，離地面約277米
- 1984年台灣北部發生三次嚴重礦坑災變，死亡人數至少277人
- 洛杉磯國際機場在1996年建了新的塔台，高277英尺

## 在科學中
- 1996年鎶合成于德國重離子研究所，他們用鋅轟擊鉛獲得半衰期僅為0.24毫秒的277Cn

## 在天文中
- NGC 277 是鯨魚座的一個星系
- 月球上的莫斯科海直徑為277公里

## 在其他領域中
- 西元277年和前277年
- 麥加的海拔為277公尺
- 音符C♯的近似頻率為277Hz